# Дубровка (Наро-Фоминский район)
Дубровка — деревня в Наро-Фоминском районе Московской области, входит в состав сельского поселения Веселёвское. На 2010 год, по данным Всероссийской переписи 2010 года, постоянного населения не зафиксировано, в деревне числится 1 садовое товарищество. До 2006 года Дубровка входила в состав Шустиковского сельского округа.
Деревня расположена в юго-западной части района, на безымянном правом притоке реки Протва, примерно в 13 км к западу от города Верея, высота центра над уровнем моря 208 м. Ближайшие населённые пункты — Архангельское в 1 км на восток, Васькино в 0,7 км на запад и Зубово в 1,3 км на юг.